# QPCT
QPCT (англ. Glutaminyl-peptide cyclotransferase) – білок, який кодується однойменним геном, розташованим у людей на короткому плечі 2-ї хромосоми.  Довжина поліпептидного ланцюга білка становить 361 амінокислот, а молекулярна маса — 40 877.
| 10         |  | 20         |  | 30         |  | 40         |  | 50         |
| ---------- |  | ---------- |  | ---------- |  | ---------- |  | ---------- |
| MAGGRHRRVV |  | GTLHLLLLVA |  | ALPWASRGVS |  | PSASAWPEEK |  | NYHQPAILNS |
| SALRQIAEGT |  | SISEMWQNDL |  | QPLLIERYPG |  | SPGSYAARQH |  | IMQRIQRLQA |
| DWVLEIDTFL |  | SQTPYGYRSF |  | SNIISTLNPT |  | AKRHLVLACH |  | YDSKYFSHWN |
| NRVFVGATDS |  | AVPCAMMLEL |  | ARALDKKLLS |  | LKTVSDSKPD |  | LSLQLIFFDG |
| EEAFLHWSPQ |  | DSLYGSRHLA |  | AKMASTPHPP |  | GARGTSQLHG |  | MDLLVLLDLI |
| GAPNPTFPNF |  | FPNSARWFER |  | LQAIEHELHE |  | LGLLKDHSLE |  | GRYFQNYSYG |
| GVIQDDHIPF |  | LRRGVPVLHL |  | IPSPFPEVWH |  | TMDDNEENLD |  | ESTIDNLNKI |
| LQVFVLEYLH |  | L          |  |            |  |            |  |            |

A: Аланін

C: Цистеїн

D: Аспарагінова кислота

E: Глутамінова кислота

F: Фенілаланін

G: Гліцин

H: Гістидин

I: Ізолейцин

K: Лізин

L: Лейцин

M: Метіонін

N: Аспарагін

P: Пролін

Q: Глутамін

R: Аргінін

S: Серин

T: Треонін

V: Валін

W: Триптофан

Кодований геном білок за функціями належить до трансфераз, ацилтрансфераз. 
Задіяний у таких біологічних процесах як поліморфізм, альтернативний сплайсинг. 
Білок має сайт для зв'язування з іонами металів, іоном цинку. 
Секретований назовні.